# Frank Sivero
Frank Sivero (Agrigento, 6 de janeiro de 1952) é um ator ítalo-americano, mais conhecido por seus papéis como Genco Abbandando no filme The Godfather Part II, de Mario Puzo e Francis Ford Coppola, e Franky Carbone em Goodfellas, de Martin Scorsese. 
Sivero nasceu com o nome de Francesco La Gudiuce em Agrigento, na Sicília. Migrando para os EUA, mora em Nova Iorque, no Brooklyn. 

## Filmografia
- The Aviator (2004) - Fotógrafo
- Final Breakdown (2002) - LaTrenta
- The Devil and Daniel Webster (2001) - Luigi
- Little Nicky (2000) - Meirinho
- Mariah#1's (1999) - Henchman
- Foolish (1999) - Giovanni
- Carlo's Wake (1999) - Tio Leo
- Urban Relics (1998) - Tommy Two-Lips
- The Wedding Singer (1998) - Andy
- Dumb Luck in Vegas (1997) - Snake
- Possessed by the Night (1994) - Murray Dunlap
- Fist of Honor (1993) - Frankie Pop
- Cop and ½ (1993) - Chu
- Painted Desert (1993) - Johnny
- Amazing Stories: Book One (1992) - Franky
- Goodfellas (1990) - Frank Carbone
- Crossing the Mob (1988) - Frank
- The Galucci Brothers (1987) - Frankie
- 52 Pick-Up (1986) - Vendedor
- Ruthless People (1986) - The Mugger
- The Ratings Game (1984) - Bruno
- Fear City (1984) - Mobster #2
- Blood Feud (1983) - Anthony Russo
- Fighting Back (1982) - Frank Russo
- Going Ape! (1981) - Bad Habit
- Fyre (1979) - Pickpocket
- The Billion Dollar Hobo (1977) - Ernie
- New York, New York (1977) - Eddie DiMuzio
- The Godfather: Part II (1974) - Genco Abbandando
- The Gambler (1974) - Donny's driver
- Shamus (1973) - Bookie
- The Godfather (1972) - amigo de Fabrizio